# فرودگاه گاردن پوینت
فرودگاه گاردن پوینت (به انگلیسی: Garden Point Airport) یک فرودگاه همگانی با کد یاتا GPN است که یک باند فرود آسفالت دارد و طول باند آن ۱۳۱۵ متر است. این فرودگاه در کشور استرالیا قرار دارد و در ارتفاع ۲۷ متری از سطح دریا واقع شده‌است.